# Столпнянский сельсовет
Столпнянский сельсовет (белор. Стаўпнянскі сельсавет; до 2005 г. — Столпненский ) — административная единица на территории Рогачёвского района Гомельской области Белоруссии. Административный центр — агрогородок Столпня.

## История
21 февраля 2012 года была упразднена деревня Малиновка.

## Состав
Столпнянский сельсовет включает 8 населённых пунктов:
- Белицк — посёлок
- Мирная — деревня
- Подбудье — посёлок
- Поделы — посёлок
- Столпня — агрогородок
- Углы — деревня
- Химы — деревня
- Широкое — посёлок

Упразднённые населённые пункты:
- Малиновка — деревня

## Культура
- Столпнянский сельский Дом традиционной культуры в агрогородке Столпня